# Diocèse d'Acre
Le diocèse d'Acre était un diocèse suffragant de l'archevêque de Tyr dans le royaume latin médiéval de Jérusalem.

## Histoire

### Antiquité
L'introduction du christianisme à Ptolémaïs, nom sous lequel était connue Acre dans l'Antiquité, remonte à l'âge apostolique. L'apôtre Paul, de retour de son voyage en Macédoine, en Achaïe et en Asie, voyage jusqu'à Tyr, et de là se rend à Ptolémaïs, où il séjourne quelques jours avec la communauté chrétienne locale.
Le premier évêque connu est Clarus, qui assiste en 190 à une réunion du conseil de certains évêques de Phénicie et de Palestine pour traiter de la question de la date de la fête pascale. C'est au IVe siècle que se situe l'évêque connu suivant, Énée, qui participe au premier concile de Nicée en 325 et au synode tenu à Antioche en 341. Nectabo est l'un des pères du premier concile de Constantinople en 381. Entre les IVe et Ve siècles, vit l'évêque Antiochus, adversaire de Jean Chrysostome. Helladius participe au premier concile d'Éphèse en 431. Paul participe au conseil tenu à Antioche de 445 pour juger les travaux d'Athanase de Perrhe ainsi qu'au concile de Chalcédoine de 451. En 518, l'évêque Jean signe une lettre synodale contre Sévère d'Antioche et le parti Monophysite. Enfin, le dernier évêque connu est George, qui assiste au deuxième concile de Constantinople en 553.

### Royaume de Jérusalem
Pendant les croisades, la ville de Ptolémaïs est prise le 26 mai 1104 par Baudouin Ier, roi de Jérusalem. Dorénavant appelée Saint-Jean-d'Acre, la ville devient une partie du royaume de Jérusalem ainsi que le chef-lieu d'un diocèse de l'église latine, dont le siège est à la cathédrale de la Sainte-Croix. Contre la pratique orientale et la tradition ecclésiastique, les croisés détachent leur diocèse, avec le reste du sud de la Phénicie, du patriarcat d'Antioche pour en faire un suffragant de celui de Jérusalem.
Après la chute de Jérusalem en 1187, le siège du patriarche se déplace à Tyr puis à Saint-Jean-d'Acre en 1191. Le patriarche retourne à Jérusalem en 1229, lorsque la ville est récupérée par les croisés, mais est de retour à Saint-Jean-d'Acre en 1244. La ville possède son propre évêque jusqu'en 1263, lorsque les patriarches de Jérusalem l'administrent eux-même, jusqu'à la prise de la ville par les musulmans en 1291.
L'évêque le plus célèbre de Saint-Jean-d'Acre est le chroniqueur Jacques de Vitry.

### Période moderne
Acre, en Phenicie, est de nos jours un siège titulaire épiscopal. Jusqu'au milieu du XIXe siècle, il portait le nom d'« Acconensis ».

## Liste des évêques

### Antiquité
- Clarus (fin IIe siècle)
- Énée (IVe siècle)
- Nectabo (mentionné en 381)
- Antiochus (début Ve siècle)
- Helladius de Ptolémaïs (en) (cité en 431)
- Paul (cité en 445)
- Jean (cité en 518)
- George (cité en 553)

### Moyen Âge
- John (vers 1133)
- Rorgon ou Roger (présent au conseil des barons en 1147)
- Hugues du Mans
- Frédéric de La Roche (cité en 1152 puis devient archevêque de Tyr en 1164)
- Guillaume (mort assassiné en 1172)
- Josse (cité en 1179 puis devient archevêque de Tyr en 1186)
- Rufin, tué à la bataille de Hattin en 1187
- un évêque non nommé qui meurt lors du siège d'Acre en 1190
- un évêque mort lors d'un naufrage au large de Zibel pendant un voyage vers l'Europe vers 1200
- Jean de Noyon, chancelier de l'empereur Baudouin VI de Hainaut pendant la quatrième croisade
- Florent
- Jacques de Vitry (de 1216 à 1226 où il résigne)
- Jacques de Provins
- Raoul, natif de Tournai
- Gautier, qui meurt à Sidon en 1253
- Florent (1257-1262), qui devient archevêque d'Arles

De 1263 à 1291, le diocèse d'Acre est administré le patriarche latin de Jérusalem.

### Évêques titulaires
- Nicolas Arlon, nommé le 27 juin 1344
- Johann Goldener, nommé le 14 janvier 1451

### Évêques titulaires de l'ère moderne
- Charles-Hyacinthe Hugo (1728-1739)
- Luiz de Castro Pereira (de), C.S.J. (1804-1822)
- Giovanni Antonio Balma, O.M.V. (1848-1871)
- Carmelo Pascucci (1871-1874)
- Cassien-Léonard de Peretti (1875-1892)
- José Marcondes Homem de Melo (1906-1908)
- Augustin Dontenwill (1909-1931)
- Louis-Eugène-Arsène Turquetil (de) (1931-1955)
- Edmundo Luís Kunz (pt) (1955-1988)